# Iphiseius degenerans
Iphiseius degenerans  (лат.) — вид паразитиформных клещей семейства Phytoseiidae из отряда Mesostigmata. Европа (Средиземноморье). Длина менее 1 мм. Свободноживущие растительноядные и хищные клещи. Питаются пыльцой растений, а также нападают на мелких насекомых (личинки трипсов) и на личинок близких видов клещей. Вид был впервые описан в 1889 году итальянским акарологом и энтомологом Антонио Берлезе. В 2012 году учёные обнаружили у них явление, сходное с «кровной местью». Если на стадии личинки клещи Iphiseius degenerans были атакованы близкими родственниками вида Neoseiulus cucumeris (Oudemans), то став взрослыми (если выживут) они чаще нападают на личинок последних, даже, при наличии альтернативной пищи — пыльцы растений. Если же I. degenerans подвергались атакам во взрослом состоянии, то это никак не влияло на частоту ответных атак на личинок их обидчиков.